# Charles Maung Bo
Charles Maung Bo, S.D.B. (Mohla, Myanmar, 29 de outubro de 1948) é um cardeal salesiano e arcebispo católico birmâno, da arquidiocese de Yangon.

## Biografia
De uma família de agricultores, seu pai morreu quando ele tinha dois anos. Pouco depois da morte do pai, foi confiado aos Padres Salesianos de Mandalay, dos quais recebeu uma sólida formação. Entrou na Pia Sociedade de São Francisco de Sales no Seminário "Nazaré".
Foi ordenado padre em 9 de abril de 1976. Após a ordenação sacerdotal, foi designado pároco em Loihkam de 1976 a 1981 e em Lashio de 1981 a 1983. Depois de servir como pároco, de 1983 a 1985, foi colocado em Anisakan como formador. Ele serviu como administrador apostólico em Lashio de 1985 a 1986 e como prefeito apostólico de 1986 a 1990. Quando a prefeitura foi elevada à categoria de diocese, ele foi nomeado seu primeiro bispo, pelo Papa João Paulo II, em 7 de julho de 1990.
Foi consagrado em 16 de dezembro de 1990, na Catedral do Sacré Cœur, por Alphonse U Than Aung, arcebispo de Mandalay, assistido por Abraham Than, bispo de Kengtung, e por Paul Zingtung Grawng, bispo de Myitkyina. Foi transferido para a diocese de Pathein em 13 de março de 1996. Foi eleito presidente da Conferência Episcopal de Mianmar, exercendo de 2000 a 2006. Foi promovido à Sé Metropolitana de Yangon em 15 de maio de 2003.
Em 4 de janeiro de 2015, o Papa Francisco anunciou que o criaria cardeal, sendo o primeiro bispo birmâno a assumir este cargo. No Consistório de 14 de fevereiro, recebeu o barrete vermelho e o título de cardeal-presbítero de Santo Irineu em Centocelle.
Em 16 de novembro de 2018, foi eleito presidente da Federação das Conferências Episcopais da Ásia (FABC).
Em 1 de junho de 2022, o Papa Francisco o nomeou como membro da Congregação para o Culto Divino e Disciplina dos Sacramentos.